# Dumbrăvița, Brașov
Dumbrăvița până în 1964 Țânțari (uneori menționat ca Dumbrăvița Bârsei, în germană Schnakendorf, în maghiară Szúnyogszék, Szunyogszeg) este satul de reședință al comunei cu același nume din județul Brașov, Transilvania, România.

## Istoric
Prima atestare documentară datează din 18 octombrie 1470, când Matei Corvin a dat în posesie fraților Forro și Zekel satele Bodola (azi Budila) și Swnyogszeg (Dumbrăvița). A fost în proprietatea familiei de nobili români Mailat. În 1518 i s-a acordat dreptul să organizeze târg. În 1531, Ioan Zapolya l-a confiscat de la nobilul Ștefan Mailat și l-a donat orașului Brașov. Reușește să-l redobândească temporar, dar în cele din urmă îl pierde în 1541. În 1546, fiul său, Gabriel, l-a recâștigat pentru familie. În 1594, Sigismund Báthory l-a dat din nou Brașovului. Între 1607–1618 a aparținut familiei Schonkbenk, ulterior din nou Brașovului. De asemenea, a fost locuit și de sași și maghiari în secolele XVII și XVIII, dar numai de români după invaziile tătare din 1658 și 1683. În 1664, Mihai Apafi I a donat o parte lui Moise Székely și cealaltă parte familiei Mikes. Locuitorii români erau iobagi care își schimbau serviciile moșierului pentru bani.  Dumbrăvița a fost sediul companiei a XII-a din regimentul I de graniță de la Orlat între 1764 și 1851, iar între 1876 și 1925 a aparținut comitatului (mai apoi județului, după Marea Unire) Făgăraș, ca din 1925 să aparțină județului Brașov. Mai demult, principalele surse de venit pentru locuitorii săi au fost creșterea vitelor și arderea varului .

## Obiectiv memorial
Monumentul Eroilor Români din Primul și Al Doilea Război Mondial. Tabloul comemorativ este amplasat în biserica ortodoxă din localitate. A fost realizat în memoria fiilor satului, care au căzut în cele două războaie mondiale. Tabloul este pictat în tempera, pe suport de carton și are dimensiunile de 0,80/1,20 m.

## Demografie
În 1850 au fost înregistrați 1588 de locuitori, dintre care 1562 erau români (98,36%), iar 26 romi (1,64%). Din punct de vedere confesional, toți s-au declarat ortodocși (100%). În 1910 satul avea 2.310 locuitori. 
În perioada Primului Război Mondial (și înainte, dar mai ales după) foarte mulți bărbați tineri au emigrat în America. 
La recensământul din 2002 au fost înregistrați 3.637 de locuitori, dintre care 3.182 erau români (87,49%), iar 441 romi (12,13%). Din punct de vedere confesional, 3469 de locuitori s-au declarat ortodocși (95,38%), 73 creștini după evanghelie (2%), iar 45 adventiști de ziua a șaptea (1,24%). 

## Economie
Economia locală se bazează în special pe agricultură (creșterea animalelor - bovine, ovine, porcine - și cultivarea plantelor - cartof, porumb etc.) și pe industria ușoară (tricotaje, exploatarea și prelucrarea lemnului de molid, fag sau stejar). Rețeaua utilitară a comunei este relativ bine dezvoltată, incluzând telefonie digitală și mobilă, rețea de gaz metan, rețea de apă curentă și cablu TV satelit. Începând din 2020 rețeaua de canalizare este în curs de construcție.

## Obiective turistice
- Mlaștina eutrofă de lângă Țânțari (6 km depărtare) este o arie protejată de interes european. Sunt de remarcat speciile de stuf și păsări precum și flora din cuaternar. Aici se găsesc câteva specii de plante rare precum daria, trifoiștea, gălbeneaua, odoleanul, bulbucii de munte sau bumbăcărița. Locul, populat cu tipulide, mai este numit și Delta dintre Munți.

- De-a lungul cursului inferior al Hămăradiei se găsește o pădure de stejari.
- Moara veche (1887)
- Biserica ortodoxă „Sf. Nicolae” (1865)
- Troițele din sat (sec. XVIII)

## Personalități
- Nicolas Simion (n.1959), interpret de jazz
- Ilarie Gonțea[7], teolog și preot ortodox în sat delegat supleant la Marea Adunare Națională de la Alba Iulia: Politicește suntem dezbinați, naționalicește însă formăm un trup prin care curge același sânge, a cărui inimă e cuprinsă de aceleași sentimente, și mai presus de toate un suflet cuprinde aceleași gândiri și aspirațiuni. Bazați pe acestea, ne putem considera o națiune ce are de îndeplinit o mare misiune, Unirea politică. La lucru, căci al nostru-i viitorul! (Citat dintr-o cuvântare ținută de acesta)[8]

## Galerie imagini

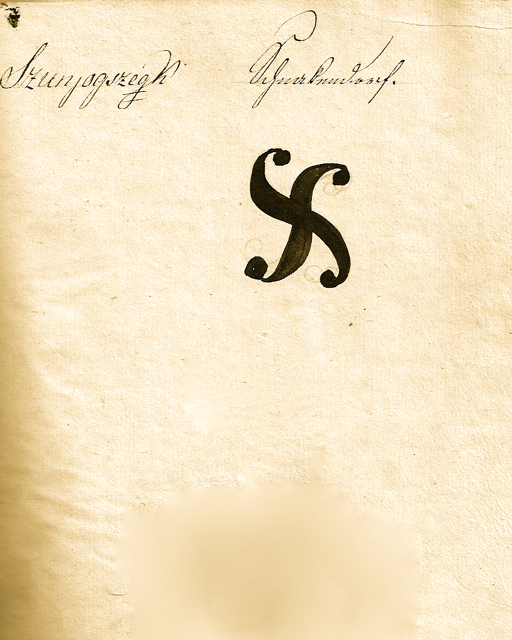
1826 - Danga pentru vitele din Ţânţari
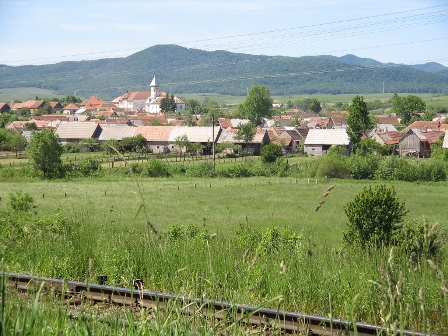
Panoramă asupra satului
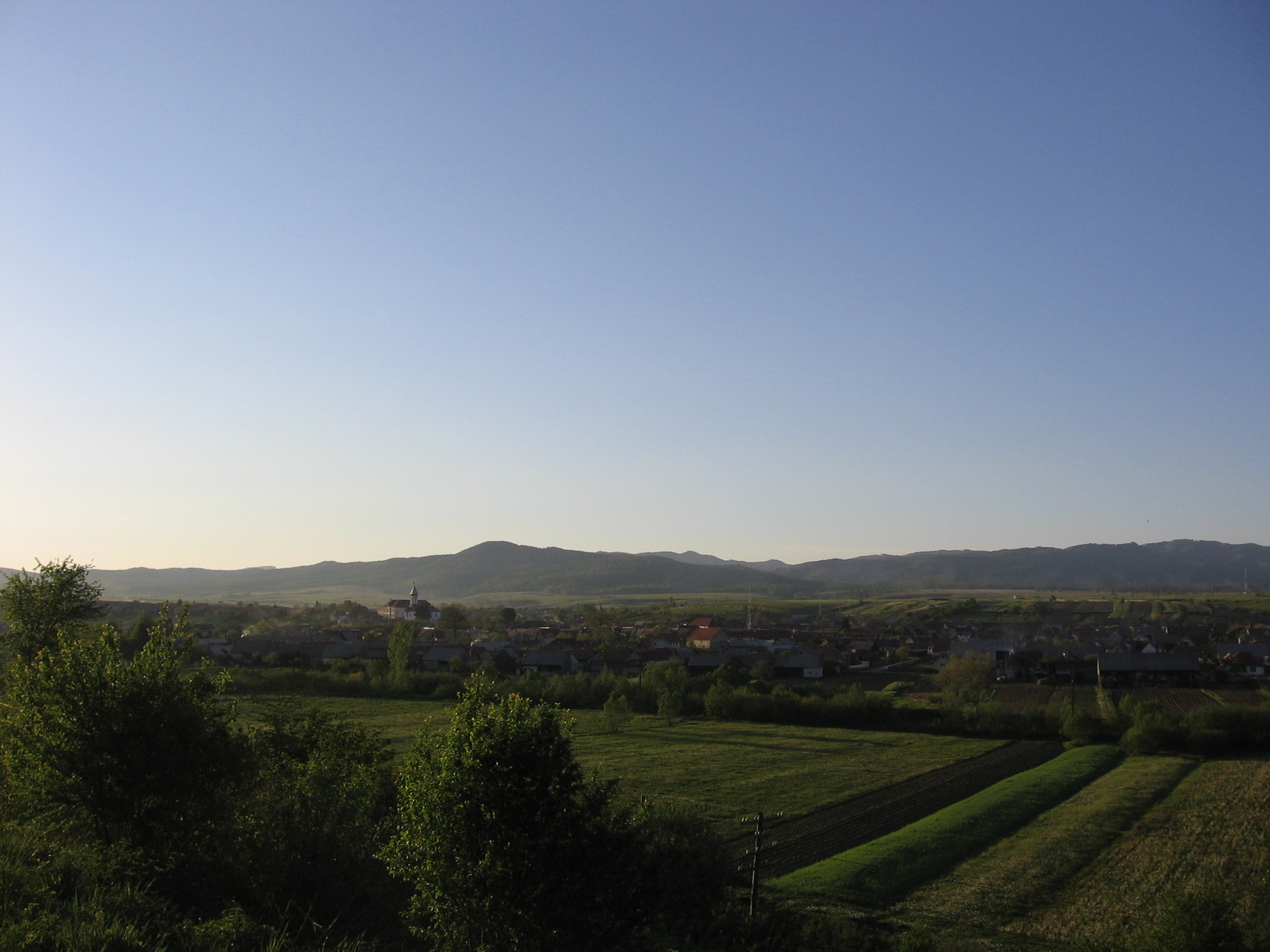
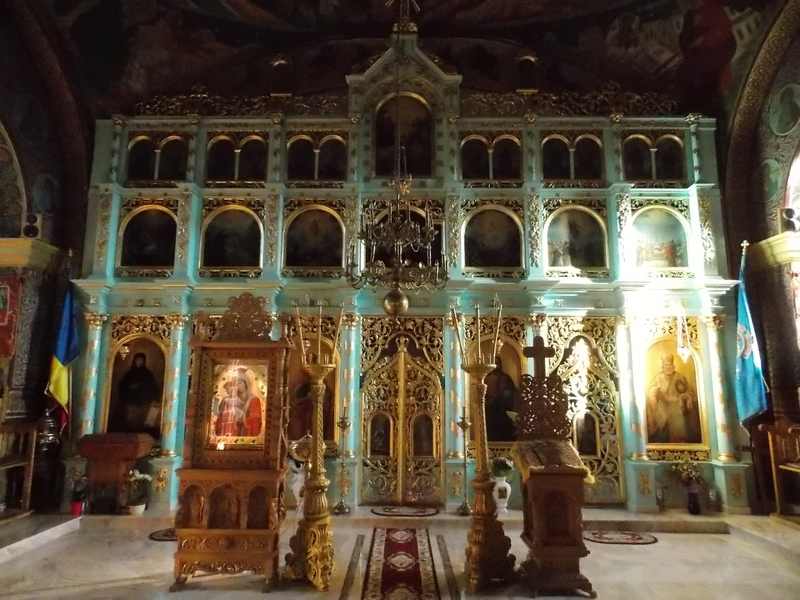
Iconostasul Bisericii „Sf.Nicolae”, pictat de către Mișu Popp
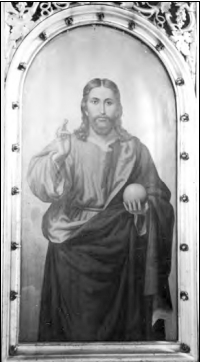
„Deisis”
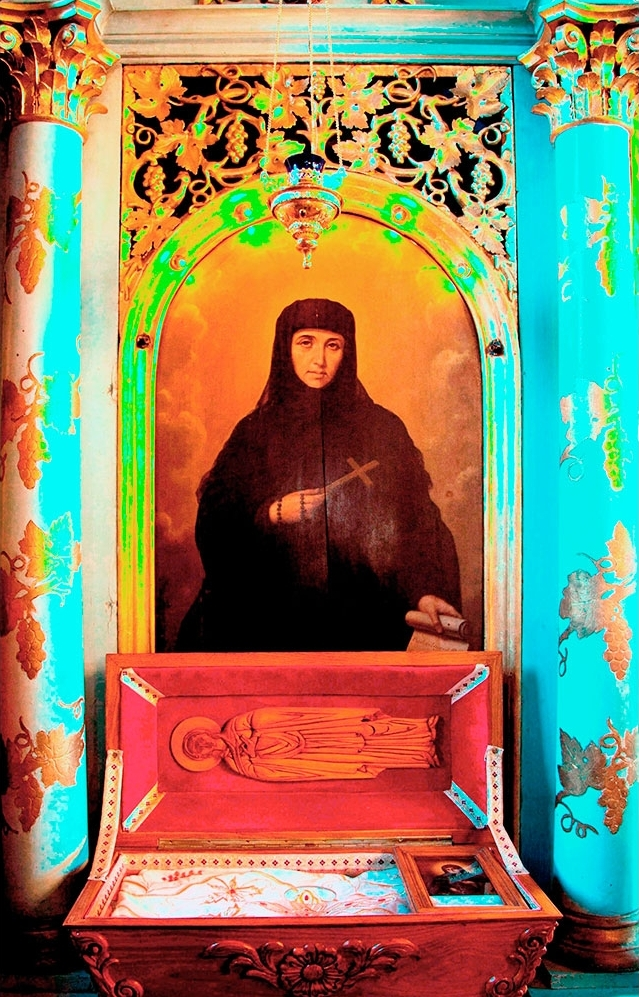
„Sf. Parascheva” cu unul din veșmintele ei
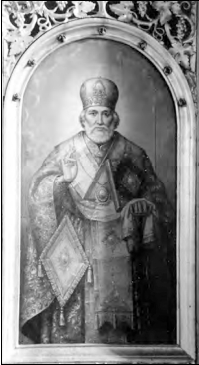
„Sf. Nicolae”
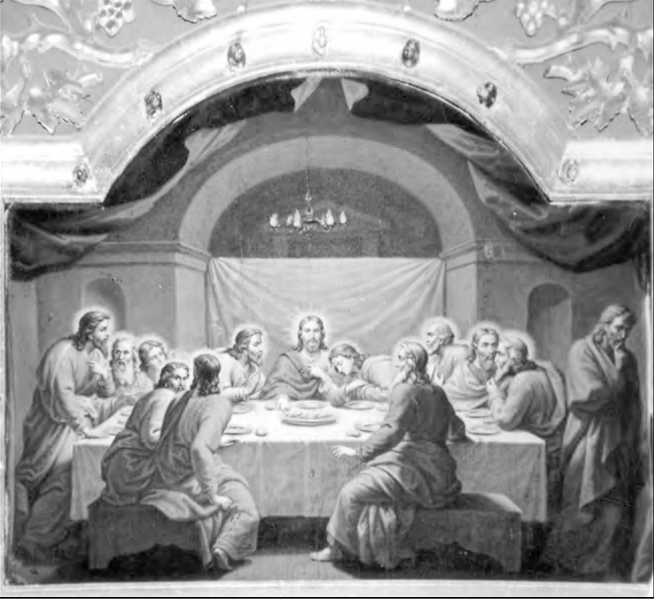
„Cina cea de Taină”
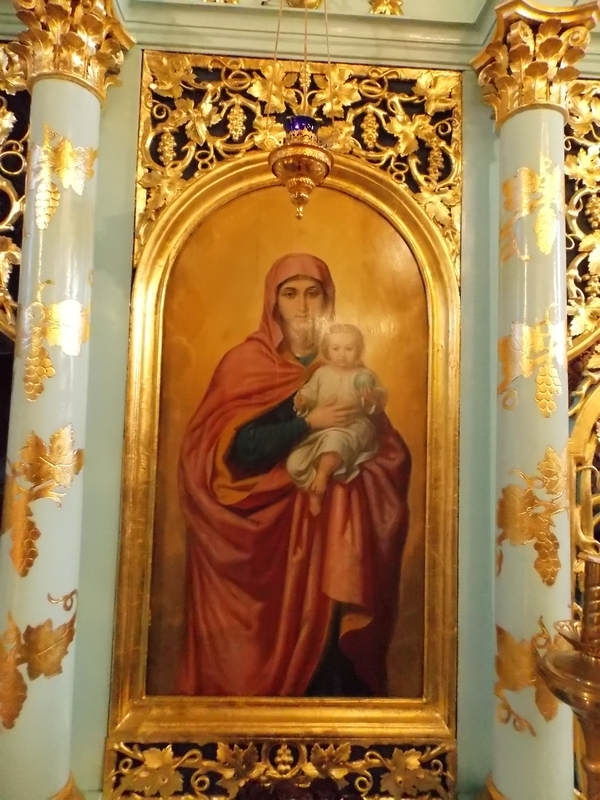
„Maica Domnului cu Pruncul Iisus”
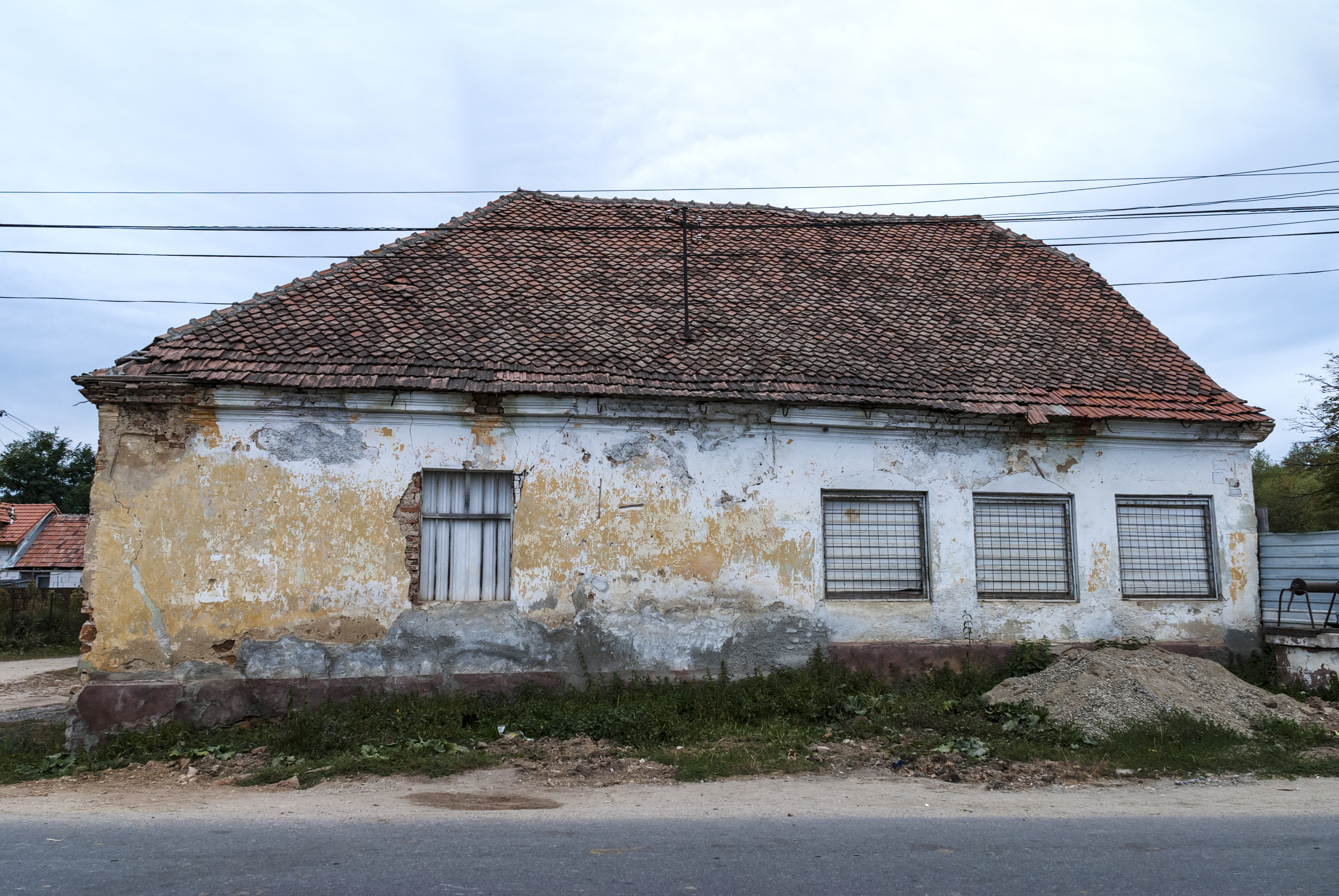
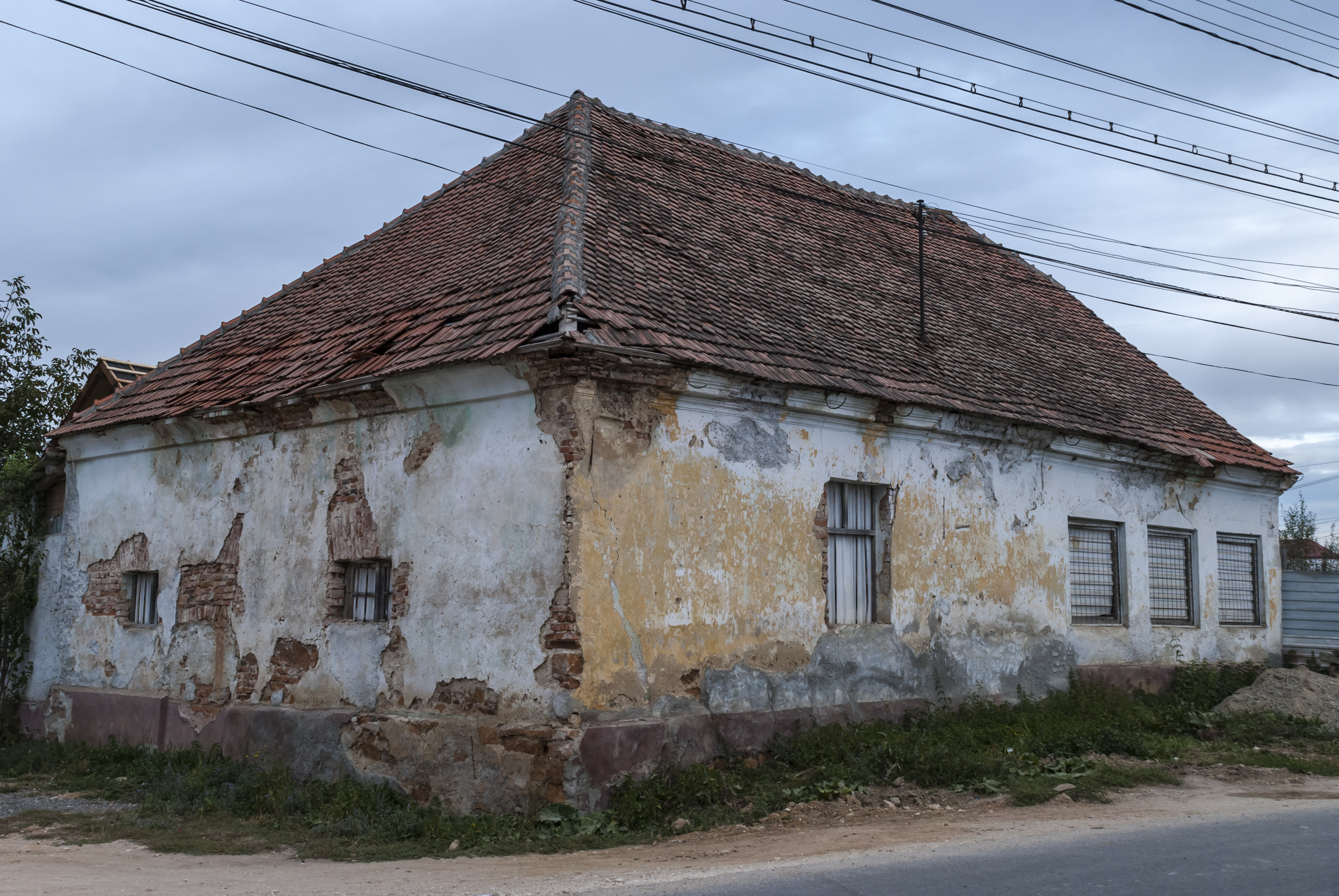
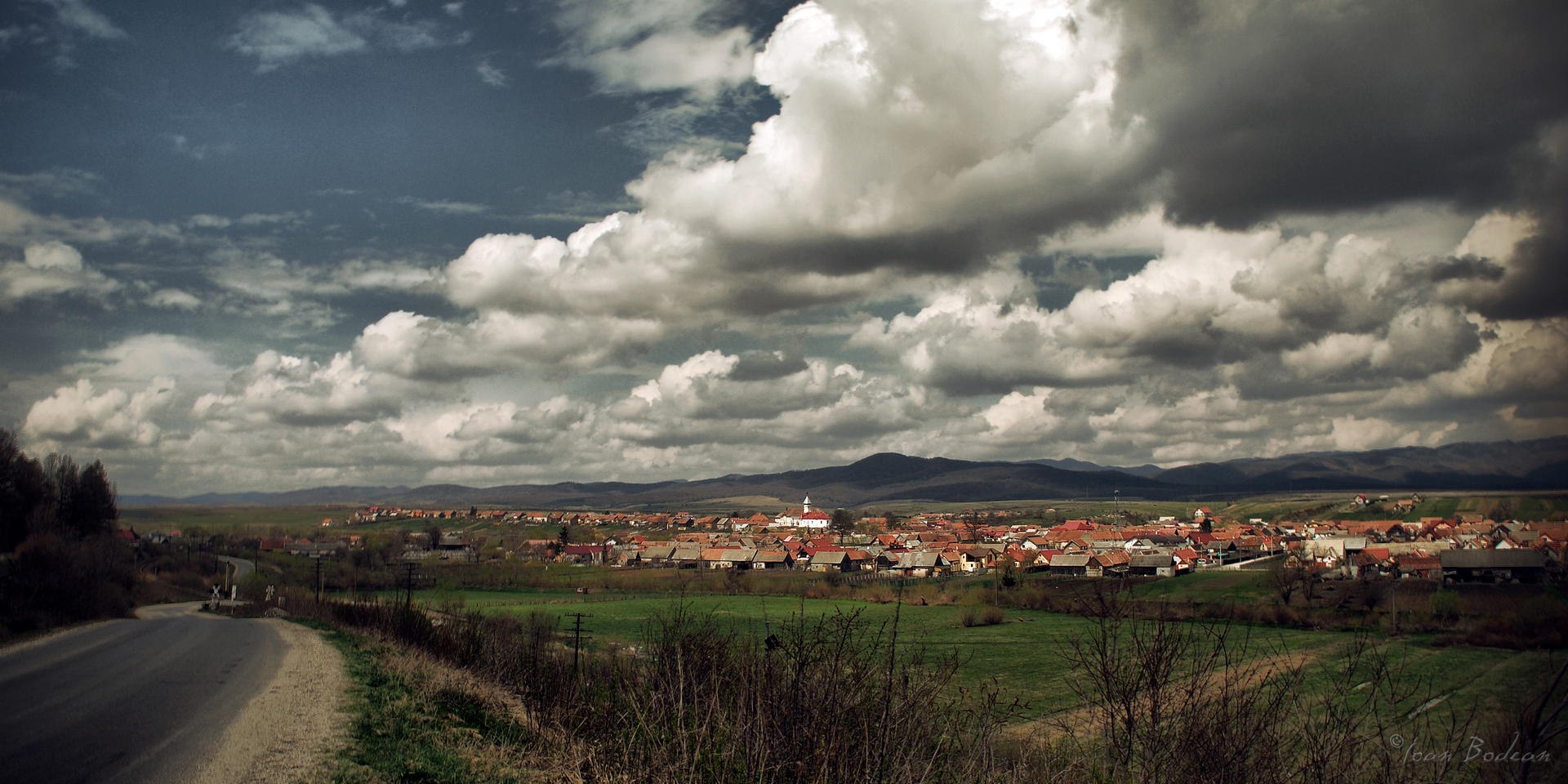
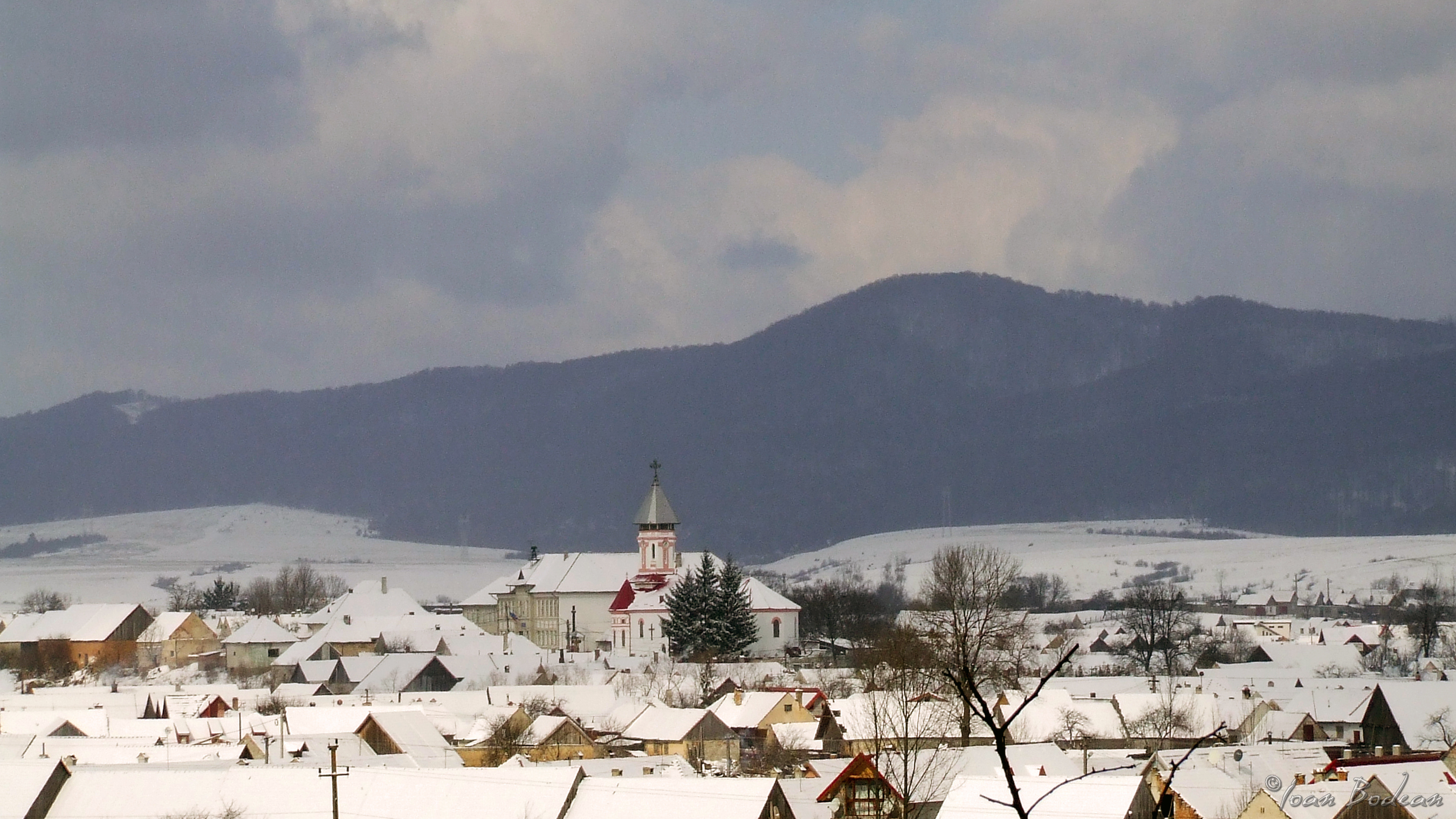
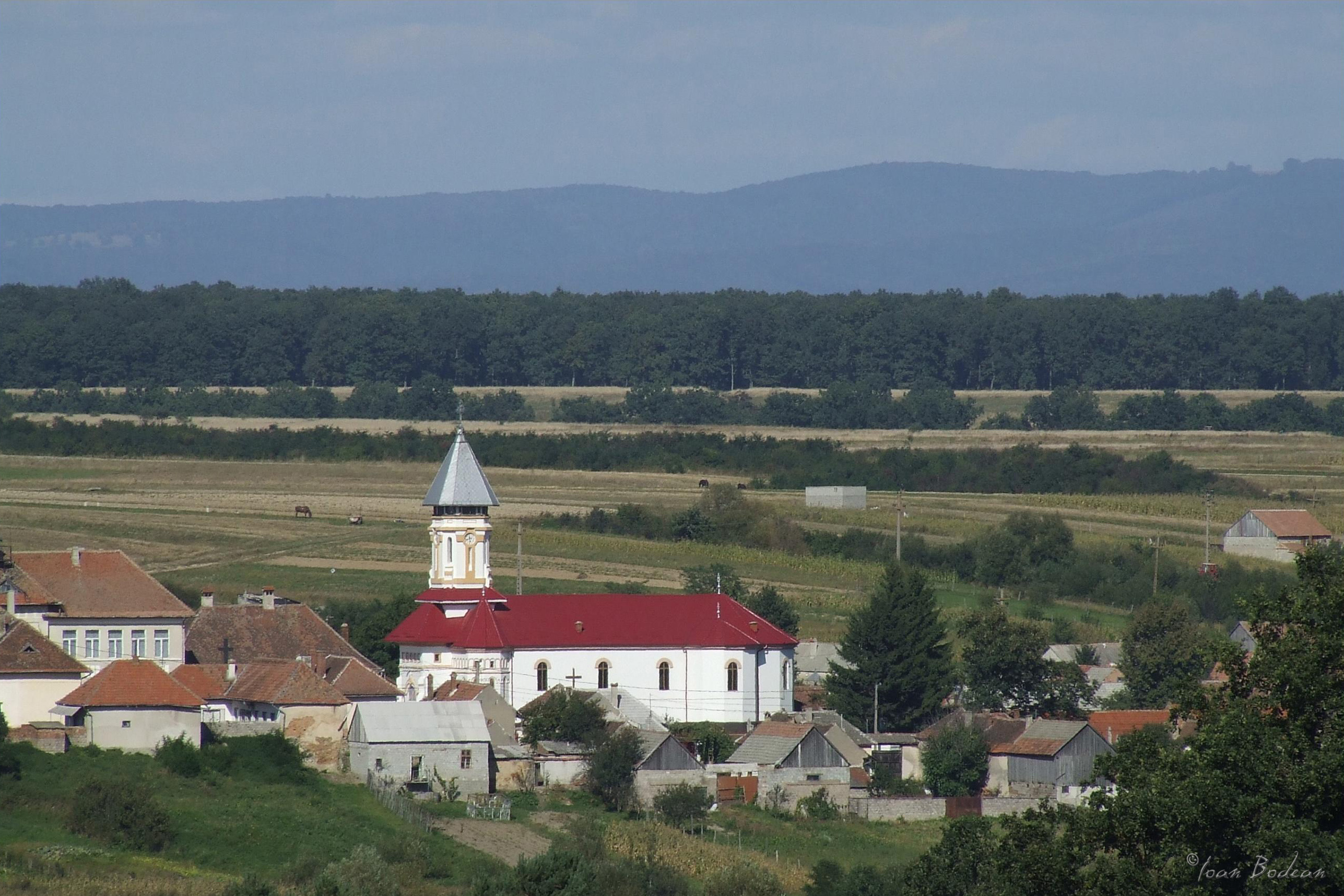
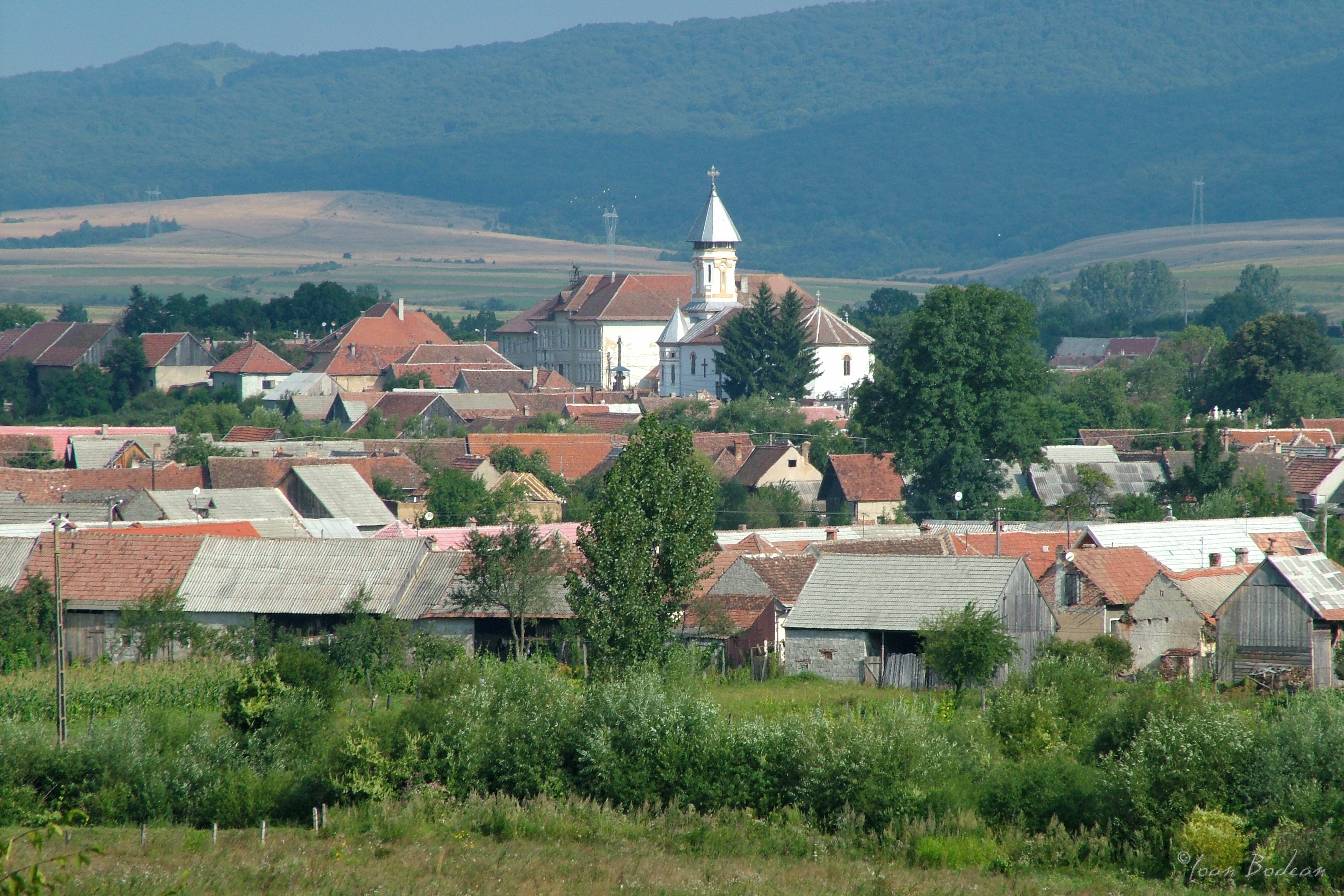
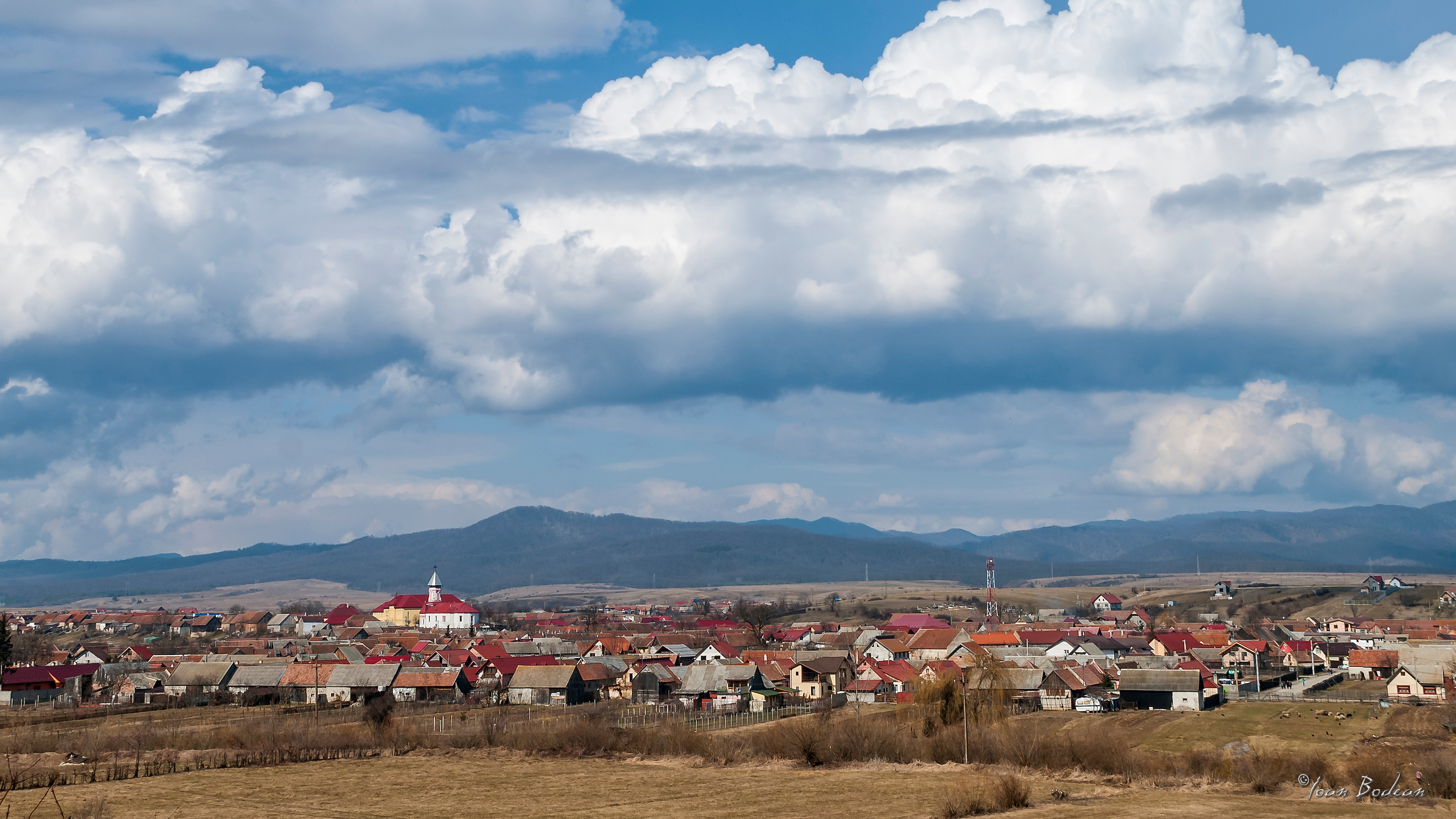
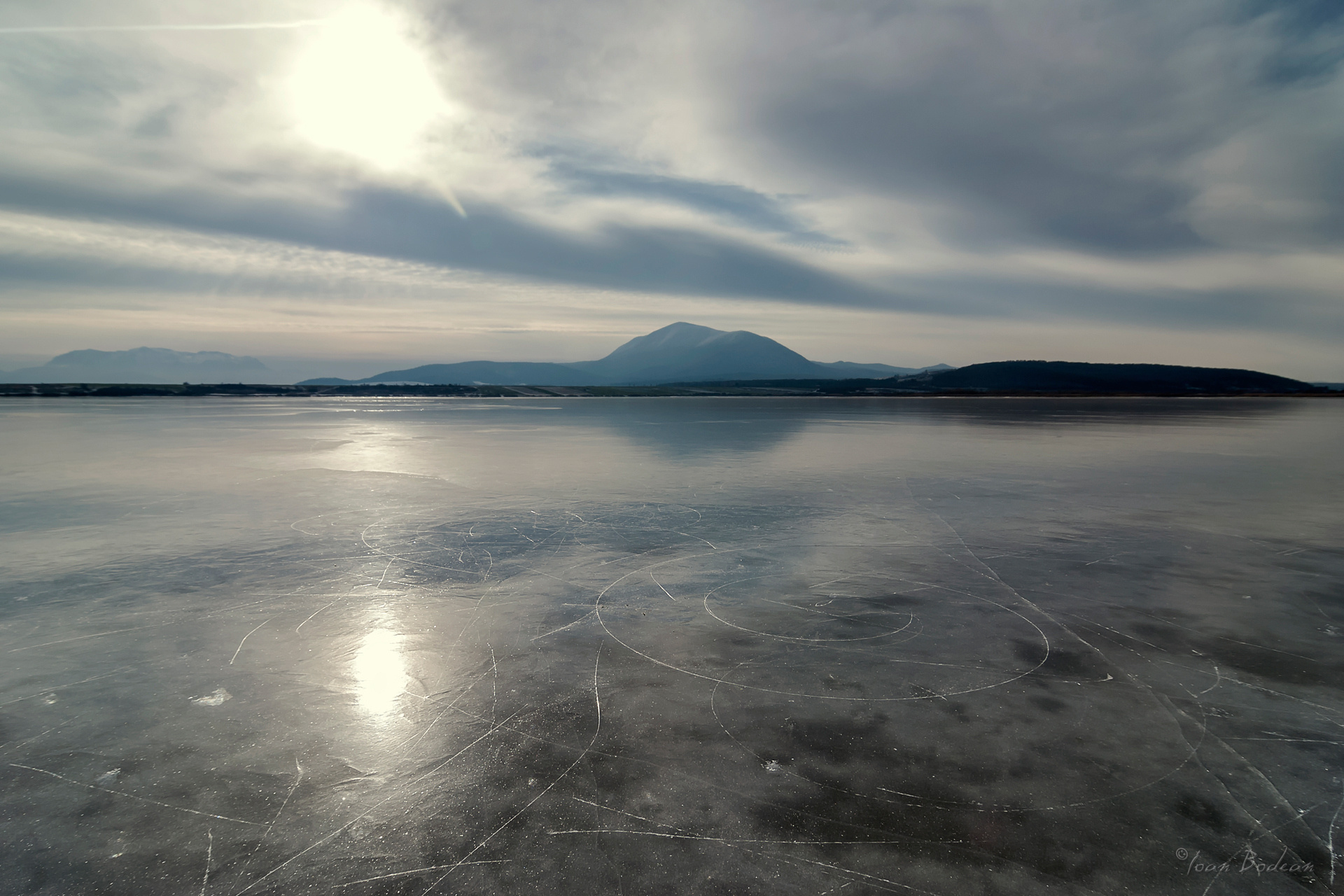
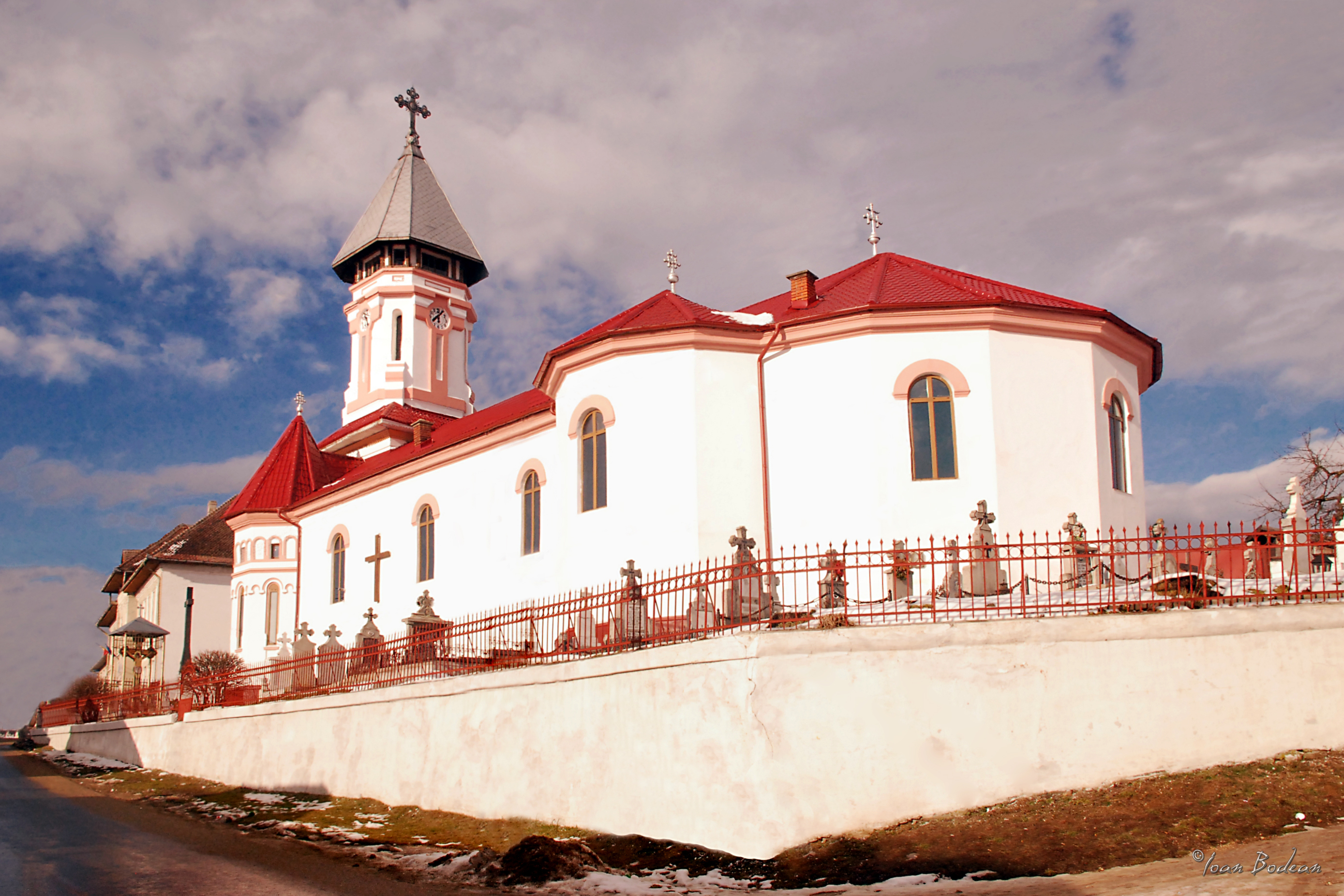